# Arne Ringström (1917–1983)
Ej att förväxla med konstnären Arne Ringström (1924–2008), född i Limhamn, Malmö.
Sven Arne Bo Ringström, född 3 juni 1917 i Hedvig Eleonora församling i Stockholm, död 6 november 1983 i Sollentuna församling, var en svensk dekoratör och målare.
Ringström studerade vid Otte Skölds målarskola i Stockholm. Han medverkade 1943 i en utställning med unga Stockholmskonstnärer i Sundsvall samt i Nationalmuseums Unga tecknare 1945. Hans konst består av figurstudier, mariner och landskapsmålningar i olja eller pastell. 
Han var sedan 1946 gift med Anna-Greta Jonsson (1920–2013).